# 2529 Rockwell Kent
2529 Rockwell Kent је астероид главног астероидног појаса чија средња удаљеност од Сунца износи 2,534 астрономских јединица (АЈ).
Апсолутна магнитуда астероида је 12,7.